# Watersipora typica
Watersipora typica is een mosdiertjessoort uit de familie van de Watersiporidae. De wetenschappelijke naam van de soort is voor het eerst geldig gepubliceerd in 1937 door Okada en Mawatari als Dakaria typica.